# Moise Adilehou
Moise Adilehou (Colombes, Francia, 1 de noviembre de 1995) es un futbolista de Benín nacido en Francia que juega en la posición de defensa central y que actualmente milita en el Stade Lavallois de la Ligue 2.

## Carrera

### Club
| Periodo   | Club                   |
| --------- | ---------------------- |
| 2013–2014 | Valenciennes FC II     |
| 2014–2015 | Pau FC                 |
| 2015–2016 | AS Vitré               |
| 2016      | SK Slovan Bratislava   |
| 2016–2017 | AO Kerkyra             |
| 2017–2019 | Levadiakos FC          |
| 2020      | Boluspor               |
| 2020–2022 | NAC Breda              |
| 2022–2023 | Zira FK                |
| 2023–2024 | Maccabi Petah Tikva FC |
| 2024–     | Laval                  |

### Selección nacional
Adiléhou nació en Francia pero decidió representar a Benín al ser de esa descendencia. Hizo su debut en la selección nacional en la derrota por 0-1 ante Mauritania en un partido amistoso el 25 de marzo de 2017. Su primer gol internacional lo anotó el 5 de julio de 2019 en el empate 1-1 ante Marruecos en El Cairo por la Copa Africana de Naciones 2019.

## Logros
- Israel State Cup: 2023-24[4]